# 富士市農業協同組合
富士市農業協同組合（ふじしのうぎょうきょうどうくみあい）は、静岡県富士市に本店を置いていた農業協同組合。2022年4月1日に、本農業協同組合と富士宮農業協同組合、御殿場農業協同組合、南駿農業協同組合、あいら伊豆農業協同組合、伊豆の国農業協同組合、三島函南農業協同組合、伊豆太陽農業協同組合が合併して、富士伊豆農業協同組合を発足して消滅した。

## 管轄地域
- 富士市（2008年11月1日より、旧・富士川町を除く）

## 事業内容
- 営農事業
- 購買事業
- 販売事業
- 生活指導事業
- 資産管理事業
- ホワイトパレス（結婚式場）
- 葬祭事業（JAやすらぎ）
- 共済事業
- 信用事業

## 管内の主な産物
- 茶
- イチゴ
- ミカン
- 米
- ナシ

## イトーヨーカドー富士店
- 1976年（昭和51年）から2010年（平成22年）まで、富士駅前の富士市富士農協本店跡地の土地を賃貸し、その上にビルを建設して、イトーヨーカ堂がテナントに入居して営業していた。
富士駅前では、富士ショッピングセンター・パピー（1971年開業 - 2008年閉鎖）と並んで、富士駅前における商業の核として存在していた。

### 進出から現在まで
- 1973年（昭和48年） - イトーヨーカ堂が、富士市富士農協に対して、出店場所として農協の敷地を提供して欲しいと申し入れた。出店計画の要旨は下記の通り。
  1. 農協はほかの場所に移転し、農協が跡地に店舗を建築しイトーヨーカ堂へ賃貸する。※この賃貸契約は農協法に違反している契約であった。
  2. 店舗建設の資金は、全額ヨーカ堂が保証金として提供する。
  3. 保証金は3年間据え置き以降15年間に渡り賃貸料より差し引き返済する。
- 1974年（昭和49年）7月 - 富士農協が株式会社徳益農協ビル（現・株式会社ジェイエイ徳益）設立。農協から土地を賃借し、店舗を建設し、イトーヨーカ堂へ賃貸するための会社。
- 1975年（昭和50年）4月 - 出店契約締結。
- 1976年（昭和51年）4月 - 鉄筋コンクリート造り地上6階建て、延べ床面積16000平方メートルの店舗竣工。24日にイトーヨーカドー富士店として静岡県内初出店。
- 1980年（昭和55年） - 富士大橋脇に、専用の立体駐車場（4階建て）の利用開始。
- 1994年（平成6年） - 保証金の返済終了。
- 1996年（平成8年） - 賃貸契約更新。10月1日には、新住居表示が実施され、富士市富士町1番1号となる。
- 2006年（平成18年） - JA富士市富士支店が富士市水戸島に移転し、跡地に契約駐車場が設置された。
- 2009年（平成21年）
  - 6月26日 - 翌年早々の閉店報道が流れる[2]。
  - 10月24日 - 翌年1月の閉店決定[3]。
  - 11月5日 - 閉店後の解体決定[4]。決定後閉店セールが始まる。
- 2010年（平成22年）
  - 1月11日 - 閉店。
  - 2月 - 解体工事開始。
  - 10月31日 - 解体工事完了。

## 記念誌
- 農協設立50年史・富士市農協合併5周年記念誌 富士市農協設立50年 大地とともに 富士市農業協同組合 1998 128ページ